# Clonistria chilensis
Clonistria chilensis är en insektsart som beskrevs av Ludwig Redtenbacher 1908. Clonistria chilensis ingår i släktet Clonistria och familjen Diapheromeridae. Inga underarter finns listade i Catalogue of Life.